# Cordillera Pelada
Cordillera Pelada es una cordillera en el sur de la región de Los Ríos, en el sur de Chile. Se ubica junto a la costa del océano Pacífico y forma parte de la cordillera de la Costa. Recibió su nombre pelada en referencia a grandes incendios forestales que quemaron los bosques existentes en la cordillera.
Entre 1750 y 1943, cuando los terrenos entre el río Maullín y Valdivia fueron conquistados por los españoles y luego incorporados a Chile, numerosos incendios de bosques de alerces ocurrieron en la Cordillera Pelada, iniciados por los colonizadores para asentarse en la zona. Más temprano, desde 1397 hasta 1750, los bosques de alerce de la Cordillera Pelada también sufrieron algunos incendios originados por rayos y por los habitantes indígenas.
La cordillera alcanza unos 1 000 m s. n. m. En las cumbres el relieve es plano u ondulado, y las pendientes pocas veces sobrepasan el 30%.

## Vegetación
Ecológicamente, la Cordillera Pelada tiene la particularidad de ser límite norte para muchas especies de origen austral y subantártico, y límite sur para otras de origen tropical y neotropical. En ella se encuentra una gran cantidad de elementos higrófilos y mesotérmicos favorecidos por la persistente humedad de origen oceánico. Sus principales tipos vegetacionales corresponden a alerzales, matorral secundario, complejos turbosos y liquenes. Gran parte de las turberas de la Cordillera Pelada, de naturaleza subantártica y albergada en sus niveles superiores de manera relicta, están compuestas mayoritariamente por cojines de Donatia fascicularis y Astelia pumila y se encuentran dentro de los límites del Parque nacional Alerce Costero.
Los bosques son dominados por alerce y coihue de Magallanes, fisonómicamente abiertos y de baja estatura. Los alerzales se concentran principalmente sobre los 700 m s. n. m., y en extensas áreas también se presentan comunidades abiertas dominadas por ñirre. En alturas inferiores, el alerce deja de ser dominante, y en ambas vertientes de la cordillera se presentan bosques puros o mixtos junto a especies siempreverdes como coihue de Chiloé, canelo, tineo, mañío hembra, mañío macho y tepa. El sotobosque está dominado por tihuén, murtilla, taique, tepú, chaura y hued-hued.

## Clima
El clima presente en la Cordillera Pelada corresponde al Templado Lluvioso Frío con leve sequedad estival Cfc (s), según la Clasificación climática de Köppen. Aunque no existe ningún mes seco propiamente tal, el 74% de las precipitaciones se concentran de Abril a Septiembre. Por otra parte, debido a la altitud, es recurrente la caída de precipitaciones en estado sólido durante el invierno (Junio a Septiembre).   
| Parámetros climáticos promedio de Cerro Mirador (1.042 m.s.n.m) | Parámetros climáticos promedio de Cerro Mirador (1.042 m.s.n.m) | Parámetros climáticos promedio de Cerro Mirador (1.042 m.s.n.m) | Parámetros climáticos promedio de Cerro Mirador (1.042 m.s.n.m) | Parámetros climáticos promedio de Cerro Mirador (1.042 m.s.n.m) | Parámetros climáticos promedio de Cerro Mirador (1.042 m.s.n.m) | Parámetros climáticos promedio de Cerro Mirador (1.042 m.s.n.m) | Parámetros climáticos promedio de Cerro Mirador (1.042 m.s.n.m) | Parámetros climáticos promedio de Cerro Mirador (1.042 m.s.n.m) | Parámetros climáticos promedio de Cerro Mirador (1.042 m.s.n.m) | Parámetros climáticos promedio de Cerro Mirador (1.042 m.s.n.m) | Parámetros climáticos promedio de Cerro Mirador (1.042 m.s.n.m) | Parámetros climáticos promedio de Cerro Mirador (1.042 m.s.n.m) | Parámetros climáticos promedio de Cerro Mirador (1.042 m.s.n.m) |
| Mes                                                             | Ene.                                                            | Feb.                                                            | Mar.                                                            | Abr.                                                            | May.                                                            | Jun.                                                            | Jul.                                                            | Ago.                                                            | Sep.                                                            | Oct.                                                            | Nov.                                                            | Dic.                                                            | Anual                                                           |
| --------------------------------------------------------------- | --------------------------------------------------------------- | --------------------------------------------------------------- | --------------------------------------------------------------- | --------------------------------------------------------------- | --------------------------------------------------------------- | --------------------------------------------------------------- | --------------------------------------------------------------- | --------------------------------------------------------------- | --------------------------------------------------------------- | --------------------------------------------------------------- | --------------------------------------------------------------- | --------------------------------------------------------------- | --------------------------------------------------------------- |
| Temp. máx. abs. (°C)                                            | 29                                                              | 29                                                              | 28                                                              | 23                                                              | 16                                                              | 15                                                              | 12                                                              | 18                                                              | 17                                                              | 21                                                              | 23                                                              | 28                                                              | 29                                                              |
| Temp. máx. media (°C)                                           | 17.2                                                            | 17.1                                                            | 13.9                                                            | 10.2                                                            | 7.2                                                             | 5.0                                                             | 4.2                                                             | 5.1                                                             | 6.5                                                             | 9.6                                                             | 12.0                                                            | 15.4                                                            | 10.3                                                            |
| Temp. media (°C)                                                | 11.2                                                            | 11.2                                                            | 8.6                                                             | 6.4                                                             | 4.0                                                             | 2.4                                                             | 1.6                                                             | 2.0                                                             | 2.9                                                             | 5.1                                                             | 7.2                                                             | 9.4                                                             | 6.0                                                             |
| Temp. mín. media (°C)                                           | 5.2                                                             | 5.3                                                             | 3.4                                                             | 2.5                                                             | 0.7                                                             | -0.1                                                            | -1.0                                                            | -1.2                                                            | -0.6                                                            | 0.6                                                             | 2.3                                                             | 3.4                                                             | 1.7                                                             |
| Temp. mín. abs. (°C)                                            | -4                                                              | -8                                                              | -8                                                              | -8                                                              | -11                                                             | -11                                                             | -12                                                             | -9                                                              | -8                                                              | -7                                                              | -6                                                              | -6                                                              | -12                                                             |
| Precipitación total (mm)                                        | 86.9                                                            | 54.4                                                            | 152.7                                                           | 262.4                                                           | 276.2                                                           | 520.3                                                           | 350.9                                                           | 288.4                                                           | 237.5                                                           | 121.7                                                           | 156.3                                                           | 99.5                                                            | 2607.2                                                          |
| Nevadas (cm)                                                    | 0.1                                                             | 0                                                               | 0.2                                                             | 5.6                                                             | 10.6                                                            | 28.0                                                            | 89.5                                                            | 50.2                                                            | 32.9                                                            | 10.4                                                            | 2.8                                                             | 0.2                                                             | 230.6                                                           |
| Días de precipitaciones (≥ 1 mm)                                | 8.3                                                             | 8.7                                                             | 15.2                                                            | 16.7                                                            | 14.4                                                            | 21.4                                                            | 20.1                                                            | 17.8                                                            | 18.4                                                            | 11.7                                                            | 16.4                                                            | 9.5                                                             | 178.4                                                           |
| Días de nevadas (≥ 1 mm)                                        | 0.1                                                             | 0                                                               | 0.6                                                             | 2.1                                                             | 4.2                                                             | 8.6                                                             | 13.8                                                            | 11.3                                                            | 11.3                                                            | 2.6                                                             | 1.6                                                             | 0.2                                                             | 56.5                                                            |
| Fuente: YR Weather Forecast (2020-2024)                         |                                                                 |                                                                 |                                                                 |                                                                 |                                                                 |                                                                 |                                                                 |                                                                 |                                                                 |                                                                 |                                                                 |                                                                 |                                                                 |